# Syco
Syco Entertainment este o companie media britanică de divertisment cu sediul în Londra, fondată și deținută de antreprenorul și executivul britanic Simon Cowell. Compania se concentrează pe emisiuni de televiziune. Compania a fost fondată în 2005 printr-un parteneriat cu Sony Music Entertainment de cumpărare a acțiunilor lui Cowell în S Records și a companiei de televiziune Syco Television. În 2009, Sony și Cowell au intrat într-un acord de parteneriat acoperind parteneriatele de formaturi de televiziune ale lui Syco, care includ francizele Got Talent și The X Factor. Până în 2020, compania a operat proiecte de televiziune și muzică cu casele Sony Music în toată lumea și compania de producție de televiziune Fremantle. Are un personal de peste 50 de angajați în birouri în Londra și Los Angeles, și operează un șir de mărci de televiziune și muzica prin parteneriate cu casa de discuri Sony Music și compania de producție de televiziune Fremantle.
Miliardarul cu amănuntul Sir Philip Green, un prieten apropiat al lui Cowell, a servit ca consilier al companiei până în 2018. Prin diviziile sale de Music, Film și TV, Syco a produs francizele Got Talent și The X Factor care alcătuiesc versiuni locale în mai multe țări și au lansat carierele lui One Direction, Leona Lewis, Little Mix, Susan Boyle și Fifth Harmony printre altele. Syco a fost de asemenea instrumental în carierele a artiști neoriginari din francizele sale, inclusiv Il Divo și Westlife. A produs de asemenea filme ca One Direction: This Is Us (2013) și parodia muzicală The X Factor I Can't Sing! (2014). În iulie 2020, Cowell a cumpărat acțiunile lui Sony Music Entertainment în Syco Entertainment, cu excepția lui Syco Music. Casa de discuri alături de artiștii săi și catalogul său anterior au fost reținute de Sony Music și ulterior absorbite. Drepturile și activele TV au fost transferate la nou creatul Syco Entertainment Ltd, care este deținut 100% de Cowell.

## Syco TV

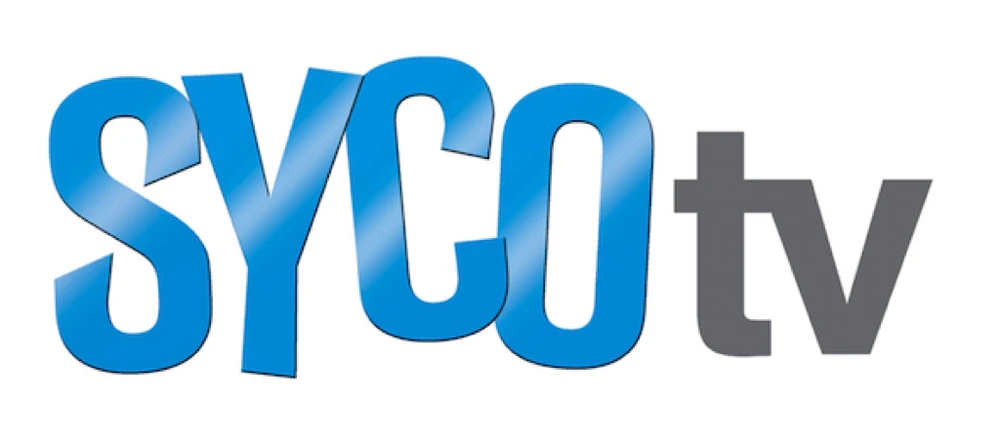
Logo folosit din 2004 până în 2013

Operațiunile televizate ale lui Syco au început ca SYCOtv, operând în principal în Marea Britanie și Statele Unite. Francizele sale de bază sunt The X Factor și Got Talent, care sunt două din cele mai de succes formate TV în întreaga lume. A fost lansat de Simon Cowell în 2003.

### The X Factor
Pe plan internațional, X Factor este produs individual în 41 de țări, incluzând piețe importante precum Franța, Olanda, Indonezia și Australia. În plus, X Factor SUA este ecranizat în 166 de țări din întreaga lume.

### Producții actuale
- America's Got Talent (2006–prezent)
- Britain's Got Talent (2007–prezent)

### Producții anterioare
- American Inventor (2006–2007)
- America's Got Talent: The Champions (2019–2020)
- America's Got Talent: Extreme (2022)
- America's Got Talent: All-Stars (2023)
- America's Got Talent: Fantasy League (2024)
- Britain's Got More Talent (2007–2019)[4]
- Britain's Got Talent: The Champions (2019)[5]
- The X Factor (2004–2018)[6]
- The Xtra Factor (de asemenea numit The Xtra Factor Live) (2004–2016)[7]
- The X Factor: Battle of the Stars (2006)[8]
- The X Factor: Celebrity (2019)[8]
- The X Factor: The Band (2019)[8]
- Celebrity Duets (2006)
- Grease Is the Word (2007)
- I Dreamed a Dream: The Susan Boyle Story (2009)
- Red or Black? (2011–2012)
- That Dog Can Dance (2012)
- Food Glorious Food (2013)
- The You Generation (2013–2014)
- La Banda (2015–2016)
- Planet's Got Talent (2015–2016)[9]
- Your Song (2017)
- The Greatest Dancer (2019–2020)
- Walk the Line (2021)

### Filme
- One Direction: This Is Us (2013)
- One Chance  (2013)